# Nemoraea mutata
Nemoraea mutata är en tvåvingeart som beskrevs av Villeneuve 1916. Nemoraea mutata ingår i släktet Nemoraea och familjen parasitflugor.
Artens utbredningsområde är Uganda. Inga underarter finns listade i Catalogue of Life.